# Eulichas milleri
Eulichas milleri is een keversoort uit de familie Eulichadidae. De wetenschappelijke naam van de soort is voor het eerst geldig gepubliceerd in 2002 door Ivie & Jäch.